# Енвер Хадрі
Енвер Хадрі (алб. Enver Hadri; 1941 — пом. 25 лютого 1990) — косовсько-албанський правозахисник. З 1972 року він жив і працював у Брюсселі, засновник Комітету з прав людини у Косово. 25 лютого 1990 року він був убитий у Брюсселі, коли він зупинився на світлофорі, трьома сербами-співробітниками Управління державної безпеки Югославії (UDBA).
Вбивцями були Андрія Лаконич, Веселин Вукотич і Дарко Ашанин. Лаконич був убитий у Сербії Вукотичем невдовзі після вбивства Хадрі, у той час як Ашанин був вперше заарештований у Греції, де він збирався бути доставлені до бельгійської влади, коли грецький міністр юстиції втрутилися, і він був доставлений до Сербії. У цьому ж році він був убитий у Сербії. Веселін Вукотич був арештований в Іспанії у 2006 р. За даними іспанської поліції, у Вукотича, на додаток до вбивства Енвера Хадрі, також були компрометуючі документи на колишнього президента Югославії Слободана Мілошевича у численних вбивствах. У квітні 2003 року захищений свідок обвинувачення трибуналу ООН заявив на суді Мілошевича у Гаазі, що він працював на спецслужби Югославії і що Вукотич якось зізнався у вбивстві Хадрі. Захищений свідок, що давав свідчення через тоноване скло, сказав: Вукотич «розповів мені про ліквідацію албанців по всій Європі». Він зробив це за наказом югославської секретної служби. Нарешті, він згадав про те, що він убив Хадрі.

## Галерея

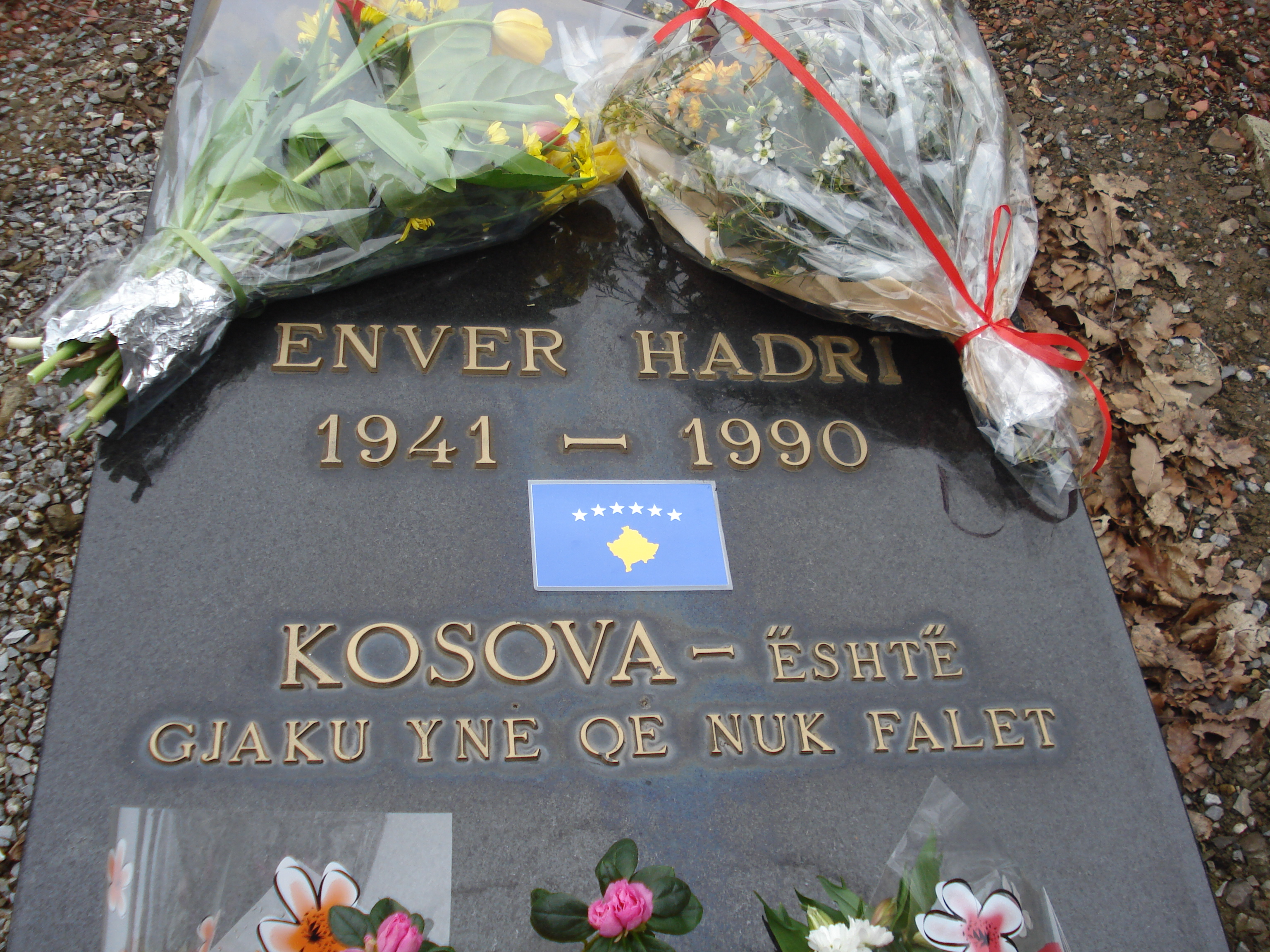
Могила з фразою «Косово це наша непростима кров»
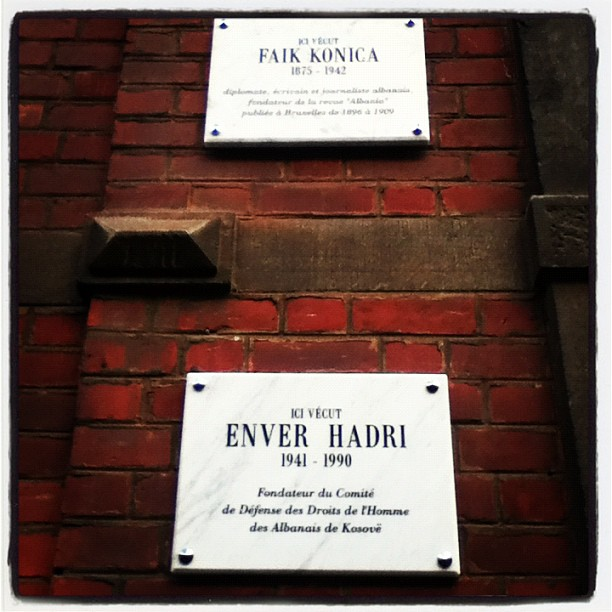
Меморіальна дошка — Rue d'Albanie 23
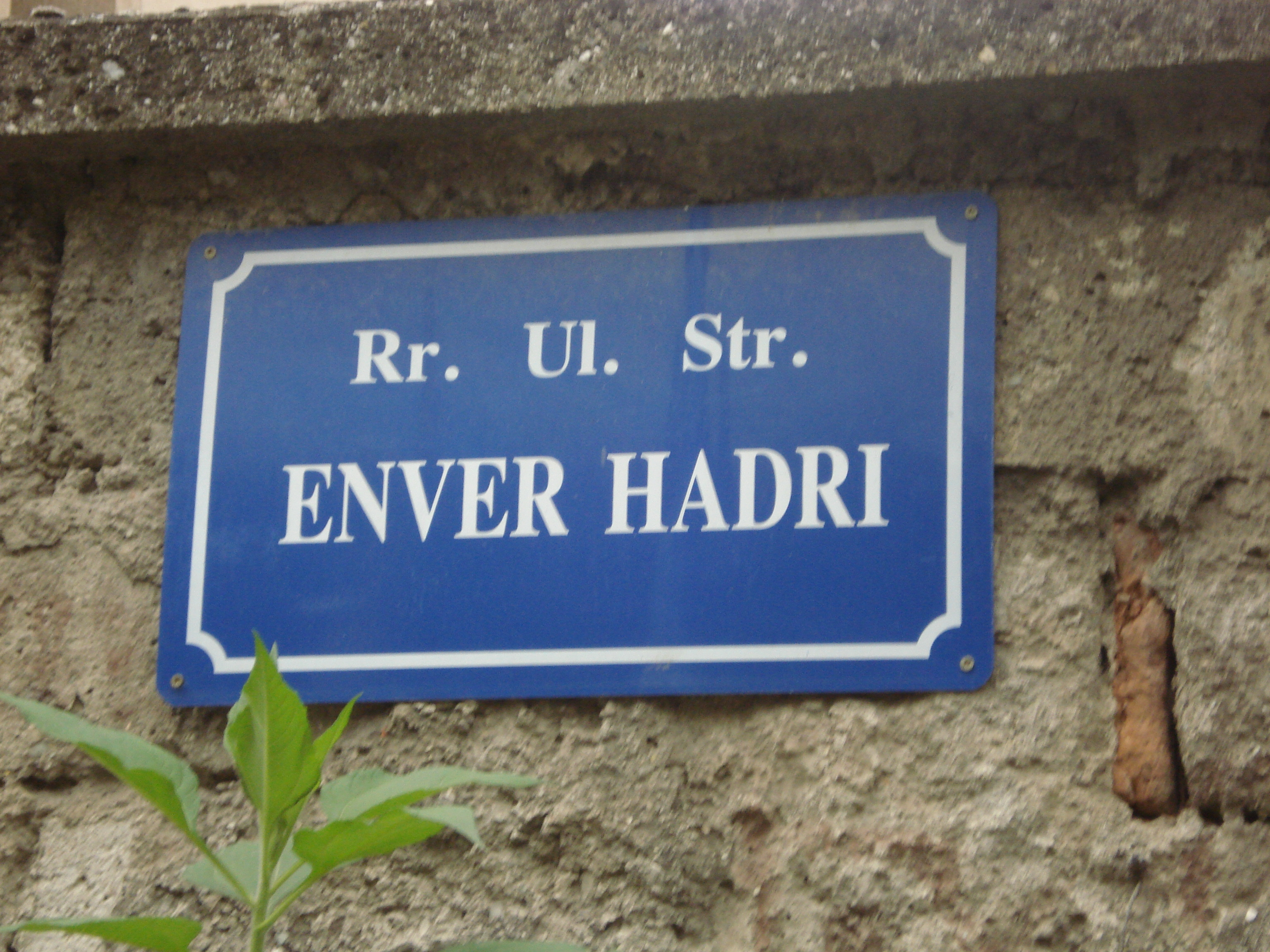
Вулиця Енвера Хадрі у місті Печ, Косово